# Bulia vulpina
Bulia vulpina là một loài bướm đêm trong họ Erebidae.